# Světliny 1.díl
Světliny 1.díl (do roku 1946 a německy Lichtenhain 1. díl) je díl osady Světliny a evidenční část města Varnsdorfu v okrese Děčín, v jižní části Šluknovské pahorkatiny, severně nad údolím Lužničky, a je tvořena staveními volně rozptýlenými podél okraje lesa mezi Dolním Podlužím a Studánkou. Vznikla asi na přelomu 17. a 18. století. Poprvé je sice zmiňována až v roce 1734.[zdroj?] Místní jméno „Lichtehain“ je v matrice uvedeno již roku 1702. K rozvoji osady přispělo hlavně rozšíření domácké textilní a plátenické výroby v 18. a 19. století. V roce 1885 měla osada 30 domů, v nichž žilo 210 obyvatel. Osada má PSČ 407 52. Navazující 2. díl osady patří k obci Dolní Podluží.

## Obyvatelstvo
|                                                                   | 1869 | 1880 | 1890 | 1900 | 1910 | 1921 | 1930 | 1950 | 1961 | 1970 | 1980 | 1991 | 2001 | 2011 |
| ----------------------------------------------------------------- | ---- | ---- | ---- | ---- | ---- | ---- | ---- | ---- | ---- | ---- | ---- | ---- | ---- | ---- |
| Obyvatelé                                                         | 65   | 40   | 49   | 45   | 51   | 37   | 32   | 9    | 4    | 7    | 6    | –    | –    | 8    |
| Domy                                                              | 6    | 6    | 6    | 6    | 6    | 6    | 6    | 6    | .    | 3    | 3    | –    | –    | 5    |
| Počet domů z roku 1961 je zahrnut v domech místní části Studánka. |      |      |      |      |      |      |      |      |      |      |      |      |      |      |